# 埃马努埃尔·洛伊策

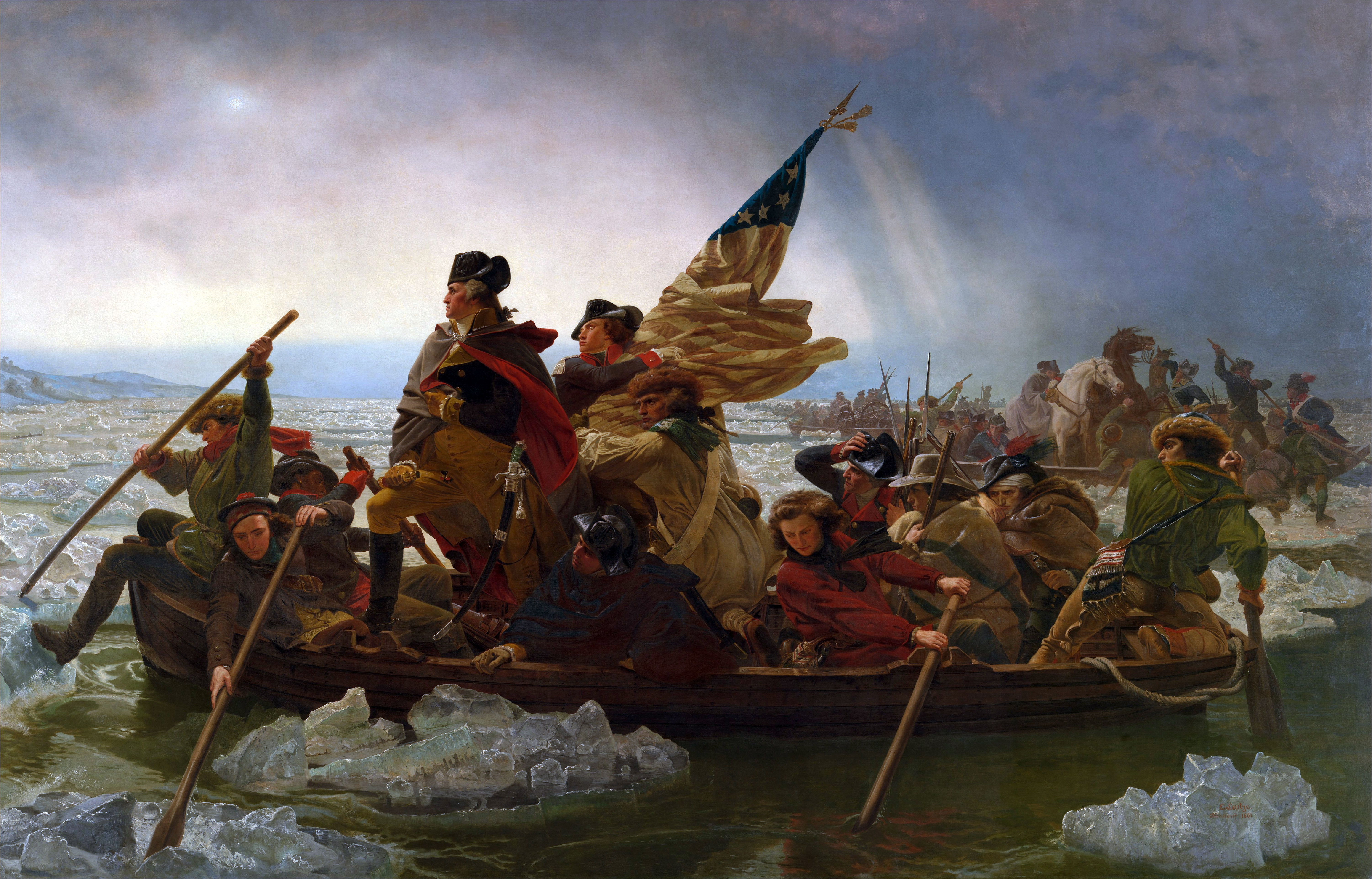
《华盛顿横渡特拉华河》(1851年)

埃马努埃尔·戈特利布·洛伊策（德語：Emanuel Gottlieb Leutze；1816年5月24日—1868年7月18日）是一位德裔美国画家，以作品《华盛顿横渡特拉华河》著名。

## 生平
洛伊策出生于德国符腾堡施瓦本格明德，在童年时期来到美国，成年后回到德国。最初他父母定居在费城，之后搬到弗雷德里克斯堡。他从费城的一个肖像画家J·A·史密斯那里接受了最初的艺术指导。1840年，他的一副作品吸引了别人，因此得到几个订单，使他来到杜塞尔多夫，师从卡尔·弗里德里希·莱辛。1842年，他来到慕尼黑，研究柯内留斯和和卡尔巴赫的作品，次年他访问威尼斯和罗马。1845年他回到杜塞尔多夫并成婚，在那里安家14年。
他的第一部作品——《Columbus before the Council of Salamanca》被杜塞尔多夫艺术协会购买。洛伊策是欧洲1848年革命的一个坚定支持者，因此他决定创作一幅作品以美国革命为样本来鼓励欧洲的自由派改革者。他使用美国的旅游者和学习艺术的学生作为模特和助手，于1850年完成了作品。就在作品完成不久，由于工作室的火灾被损坏，后经修复后，被不来梅艺术馆收购。1942年二战期间被英国皇家空军炸毁。第二个版本是第一个版本的复制，开始于1850年，1851年10月在纽约展出，现被大都会艺术博物馆收藏。
1854年，洛伊策受一个银行客户的委托，完成其对蒙茅斯战役的描绘——《Washington rallying the troops at Monmouth》。
1859年，洛伊策为美国首席大法官罗杰·布鲁克·托尼绘制了肖像，挂在哈佛法学院。
洛伊策还为别人绘制了肖像，包括同行画家威廉·莫里斯·亨特（William Morris Hunt）。该作品为亨特的兄弟纽约律师莱维特·亨特所有。1878年在波士顿美术馆展出。
1860年洛伊策受美国国会委托，装饰位于华盛顿的美国国会大厦的楼梯。他为之创作了大量作品，其中包括《Westward the Course of Empire Takes Its Way》。
晚年，他成为了国家设计学院成员。他也是纽约联盟俱乐部（Union League Club of New York）成员，那里收藏了他大量作品。他在华盛顿逝世，享年53岁。